# The Herbert Macaulay Affair
The Herbert Macaulay Affair es una película nigeriana de 2019 basada en la vida de Herbert Macaulay, un nacionalista nigeriano y defensor de la independencia de Nigeria. Fue dirigida por Imoh Umoren y contó con William Benson en el papel principal junto a Saidi Balogun, Kelechi Udegbe y Martha Ehinome Orhiere. La película también presenta al nieto de Herbert Macaulay, Wale Macaulay. Otras figuras históricas retratadas en la película incluyen a Alimotu Pelewura, líder de la Asociación de Mujeres del Mercado de Lagos, Oba Eshugbayi Eleko, la Eleko de Eko en ese momento, Amodu Tijani, el Jefe Oluwa de Lagos y Henry Carr, educador y administrador.

## Sinopsis
La película se desarrolló en la década de 1920 en Lagos durante la peste bubónica. Retrata a Herbert Macaulay tratando de llamar a los nigerianos a la acción para enfrentar a sus opresores. Lideró protestas y escribió artículos anticoloniales en periódicos. La trama comienza describiendo el regreso de Macaulay en 1893 de estudiar Plymouth, quien toma un trabajo de agrimensor al servicio de la administración colonial. El funcionamiento frustra a Macaulay y lo lleva a una vida de rebelión.

## Elenco
- William Benson como Herbert Macaulay
- Saidi Balogun como Eleko
- Kelechi Udegbe
- Martha Ehinome Orhiere
- Tubosun Ayedun
- Domingo Afolabi
- Mary Kowo como Alimotu Pelewura
- Phillip Jarman
- Stanley Matthews
- Obiora Maduegbuna
- Lolo Eremie
- Wale Macaulay

## Producción y lanzamiento
La película explora alrededor de tres décadas de la vida de Herbert Macaulay, donde continuamente se rebela contra el gobierno colonial. Imo Umoren se inspiró para hacer The Herbert Macaulay Affair mientras trabajaba en un documental que relata los cien años de historia de las figuras nacionales nigerianas.
Algunas escenas se rodaron en Jaekel House y Mapo Hall.

## Recepción
Un escritor de Pulse Nigeria señaló que películas como The Herbert Macaulay Affair pueden ayudar a cerrar una brecha en la enseñanza de la historia a los nigerianos ya que existía una idea errónea de que se trataba de hombre blanco. Sin embargo, un crítico de YNaija comentó que la película fue uno de los fracasos más memorables del año 2019 debido a "detalles técnicos tibios combinados con un guion a medio hacer y actores de madera."